# Đani Pervan
Đani Pervan (Sarajevo), hrvatsko-bosanskohercegovački glazbeni producent, aranžer, perkusionist i bubnjar.

## Životopis
Rođen u Sarajevu. Samouki je glazbenik. U ratnom Sarajevu s prijateljem i glazbenikom Dušanom Vranićem svirao je u kazališnoj predstavi Kosa koja se redovito izvodila u ratnom okruženju, zbog čega su se za njih zainteresirali brojni inozemni novinari. Tada su imali i vlastiti sastav s kojim su svirali rock. Čim su doznali za njih, pozvali su ih u Pariz gdje im je Canal+ trebao producirati i ploču. Zahvaljuljući glazbi, tako su napustili Sarajevo 1994. godine. Nastavili su se baviti baviti glazbom. 2000-ih ih je najviše zanimala elektronska, za koju i sami rade produkciju i aranžmane. Međunarodno priznanje uslijedilo je kad je s njima uspostavio kontakt Michael Stipe i ponudio im da mu remiksiraju dvije pjesme za R.E.M. Pervan i Vranić su pod imenom Chef napravili remiks za dvije pjesme "Beach Ball" i "I’ve Been High".
Pervan je bio dio pariškog banda s kojima je Darko Rundek stvarao glazbu za svoj treći samostalni album Ruke.
Svirao u sastavima Letu štuke, u kojem je bio srž benda uz Dinu Šarana, Zabranjeno pušenje (bubnjeve), Darko Rundek & Cargo Orkestar (udaraljke, gitara), Sivanne, Loulou Djine, Major, O'Djila, Overdream, Teška industrija, Formula 4, Don Guido i Misionari.
Producirao je Letu Štuke, Darko Rundek i Cargo Orkestar, Skroz, Ničim Izazvan, Sanel Marić Mara, Natali Dizdar, Sikter, Tibor i Baš-Čelik i mnoge druge.

## Vanjske poveznice
- Discogs (engl.)
- Kronologija  Arhivirana inačica izvorne stranice od 26. siječnja 2021. (Wayback Machine) (engl.)